# Spectrotrota
Spectrotrota is een geslacht van vlinders van de familie snuitmotten (Pyralidae), uit de onderfamilie Epipaschiinae.

## Soorten
- S. fimbrialis Warren, 1891
- S. normalis Hampson, 1906